# Polystyrenbeton
Polystyrenbeton je varianta lehkého izolačního betonu, jehož součástí jsou granule z pěnového polystyrenu. Jeho výhodou je menší hmotnost oproti klasickému betonu a lepší tepelně izolační vlastnosti. Mezi jeho přednosti patří již zmíněná dobrá tepelná izolační vlastnost, lehkost ale také odolnost pro plísním, hlodavcům a je nehořlavý. Výroba však není úplně jednoduchá. Mezi největší problém patří elektrostatická odpudivost a hydrofobie granulí pěnového polystyrenu, které stojí za příčinou obtížné mísitelnosti a nepříznivě tak ovlivňují výslednou homogenitu této betonové směsi.